# Джорджето Джуджаро
Джорджето Джуджаро (на италиански: Giorgetto Giugiaro) е италиански автомобилен дизайнер. През 2002 година става част от „Залата на славата на автомобилостроенето“.

## Биография
Роден е в Гаресио, провинция Кунео (Пиемонт).
Освен с дизайн на автомобили, Джуджаро е проектирал и тялото на фотоапарати Nikon, компютърни прототипи за Apple, дори разработва нова форма на паста – Marille, както и офис мебели за Okamura Corporation.

## Бележити модели
Бележити творения на Джуджаро са автомобилите Ferrari 250 Berlinetta – Бертоне, De Tomaso Mangusta, Iso Grifo, Alfa Romeo Brera и Maserati Ghibli.
Джуджаро въвежда през 70-те години на ХХ век силно ъгловатите модели, наречени „модели от прегъната хартия“. Такива са дизайните на BMW M1, Maserati Bora и Maserati Merak, преди да премине на по-заоблени варианти, като например Lamborghini Cala, Maserati Spyder, Ferrari GG50.
Едно от най-великите му творения е създаването на De Lorean DMC-12, през 70-те години.